# Mols Hoved
Mols Hoved er  den sydligste kyst af Tved/Skødshoved-halvøen på Mols i Syddjurs Kommune.  Langs   kysten ligger en  op til 20 meter høj, 2½ kilometer lang klint. I denne findes aflejringer fra de tre sidste kuldeperioder i den sidste istid, Weichsel-istiden. På stranden finde store mængder af ledeblokke,  stenarter hvis oprindelige hjemsted man kender, så man gennem dem kan følge isens vandringer. Der er  rhombeporfyr fra Oslo-området, kinnediabas fra Vestsverige (syd for Vänern), samt rapakivi fra Ålandsøerne, svarende til  de tre ovenfor nævnte aflejringer og  kuldeperioder i istiden. Flere steder langs kyststrækningen ved Mols Hoved ses store udskridninger (landslides) der ofte er  sket på den grå og relativt lerede till,  der ligger nederst i profilet. Højeste punkt på bakken ovenfor klinten er 48 moh.
Langs skrænterne vokser Vild Gulerod, Hulkravet Kodriver, Gul Evighedsblomst, Bidende Stenurt og kongelys. 
Syd og vest for Mols Hoved ligger Aarhusbugten og der er udsigt til Aarhus kun omkring 10 kilometer væk; Mod øst ligger Begtrup Vig.

## Naturfredning
Nord for kysten ligger herregården Isgård og hele området på den sydlige del af halvøen, i alt  623 hektar blev fredet i 1982.

## Eksterne kilder og henvisninger
1. ↑  Om fredningen  på fredninger.dk

- Wikimedia Commons har flere filer relateret til Mols Hoved

- Mols Hoved Till og smeltevandsaflejringer fra Weichsel Istid på extra.geus.info
- Mols Hoved Arkiveret 22. august 2016 hos  Wayback Machine på geolex.dk
- Mols Hoved Arkiveret 22. august 2016 hos  Wayback Machine Vilfred Friborg Hansen på syddjursportalen.com

56°9′43.34″N 10°23′46.78″Ø / 56.1620389°N 10.3963278°Ø